# Božidar Đurašević
Božidar Đurašević, cyr. Божидар Ђурашевић (ur. 26 kwietnia 1933 w Belgradzie, zm. 23 stycznia 2022 tamże) – serbski szachista, mistrz międzynarodowy od 1957 roku.

## Kariera szachowa
W drugiej połowie lat 50. i na początku lat 60. XX wieku należał do ścisłej krajowej czołówki. Wielokrotnie wystąpił w finałach indywidualnych mistrzostw Jugosławii, największy sukces odnosząc w 1958 r. w Sarajewie, gdzie zajął III miejsce. W 1956 i 1958 r. wystąpił na szachowych olimpiadach, w obu przypadkach zdobywając srebrne medale. Był również dwukrotnym reprezentantem kraju na drużynowych mistrzostwach Europy, w 1957 i 1961 r. zdobył wraz z drużyną medale srebrne, a oprócz tego złoty (w 1961 r.), za indywidualny wynik na XII szachownicy. W latach 1955, 1956 i 1958 trzykrotnie uczestniczył w drużynowych mistrzostwach świata studentów, w rozgrywkach tych zdobył dwa medale: srebrny (1955) i brązowy (1956). Wielokrotnie bronił narodowych barw w cyklicznych meczach przeciwko Związkowi Radzieckiemu, znaczące rezultaty osiągając w 1958 r. w Zagrzebiu i w 1959 r. w Kijowie (w obu przypadkach minimalnie uległ 1½ - 2½ Markowi Tajmanowi i Jurijowi Awerbachowi).
Nie osiągnął spektakularnych wyników w turniejach indywidualnych. Jeden z najlepszych rezultatów uzyskał w 1962 r. w Mariańskich Łaźniach, gdzie zajął jedno z czołowych miejsc (wspólnie z m.in. Markiem Tajmanowem, Vlastimilem Hortem, Georgi Tringowem, Bogdanem Śliwą, Theodorem Ghițescu i Dragoljubem Ciriciem).
Według retrospektywnego systemu Chessmetrics, najwyższą punktację rankingową osiągnął we wrześniu 1955 r., posiadał wówczas 2602 punkty i zajmował 61. miejsce na świecie.